# Міхаїл Садовяну

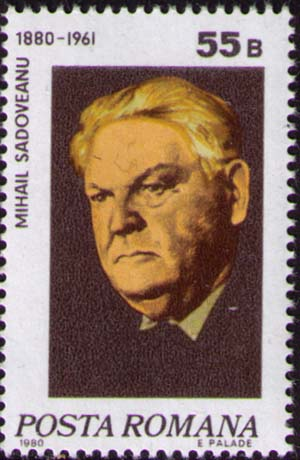
Міхаїл Садовяну

Міхаїл Садовя́ну (рум. Mihail Sadoveanu; *5 листопада 1880 — † 19 жовтня 1961, Бухарест) — румунський письменник, державний діяч, академік Румунської академії (з 1923 року), Герой соціалістичної праці РНР (1955).

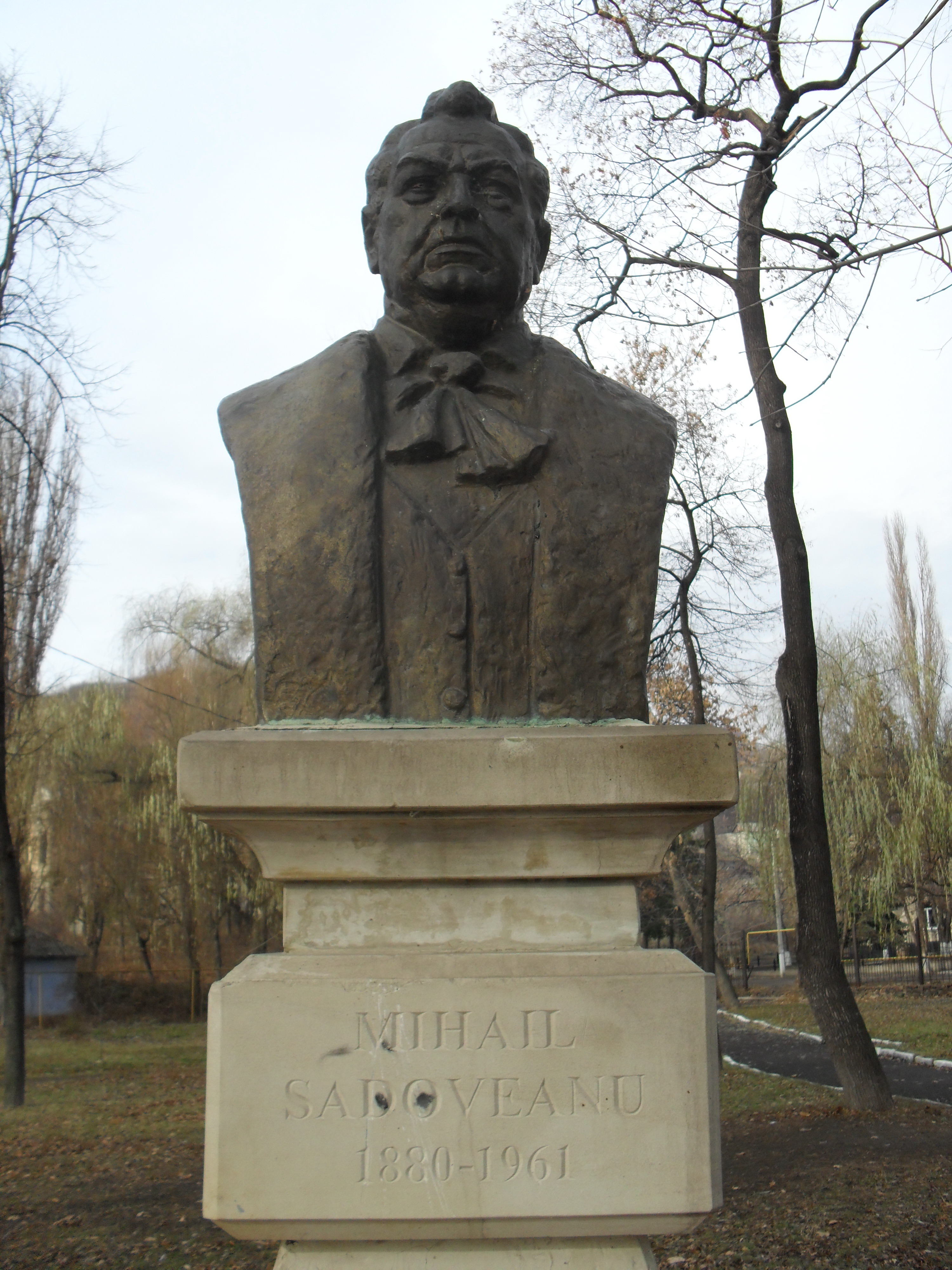
Погруддя Міхаїлу Садовяну в парку м. Сороки, Молдова.

У романах «Соколи» (1904), «Весілля домніци Роксандри» (1932), «Нікоаре Поткоаве» (І. Підкова, 1952) заторкнув українсько-румунські зв'язки за козацької доби.
У 1945 році переклав твори Т. Шевченка «Іван Підкова» та «Садок вишневий коло хати». Написав передмову до першого румунського видання Шевченкового «Кобзаря» (1957). З його передмовою вийшли кілька наступних видань «Кобзаря» в Румунії.

## Українські переклади
- По дорозі в Хирлеу. — К., 1953,
- Нікоаре Поткоаве. — К., 1957,
- Рід Шоймарів. — К., 1970,
- Митря Кокор. — К., 1973,
- Твори. — К., 1980.